# Оборона Ханко

## Передумови
14 грудня 1939 року СРСР було виключено з Ліги Націй за напад на Фінляндію.
1940 року на півострові Ханко та півострові Хіума (Даго) розміщено радянську військово-морську базу, яка займала вигідне положення — згідно радянсько-фінського мирного договору ця територія передавалася СРСР в оренду на 30 років. Її сухопутна площа становила 115 квадратних кілометрів.
На базі розміщалася 8-а окрема стрілецька бригада полковника М. П. Симоняка з двох полків — 270-го стрілецького (майор Морозов І. Й.) та 335-го стрілецького (майор Никаноров М. С.). Також розміщалися дві кулеметні роти, зенітно-артилерійський дивізіон — 9 батарей, об'єднаних в три дивізіони — 76-міліметрових гармат, 122-мм гаубиць та 152-мм гармат-гаубиць, 287-й окремий танковий батальйон капітана Зикова З. А. 25 одно і двобаштових Т-26, та Т-34 — і допоміжні частини.
На території бази було збудовано 190 дзотів, озброєних 45-мм гарматами та станковими кулеметами. З окремих будівельних та саперних батальйонів і рот з початком війни утворено 219-й стрілецький полк в складі 8-ї стрілецької бригади.
Протиповітряна оборона розміщалася на півострові та островах — 12 батарей, 2 зенітно-кулеметні роти, 2 зенітно-прожекторні роти. Розміщувався 13-й винищувальний авіаполк — по 30 літаків І-16, та І-153, 81-а окрема авіаескадрилья МБР-2.
Водні простори охороняли 9 катерів МО-4 та дивізіон прикордонних катерів. На базі розміщалися 5 батарей та 24 45-міліметрових гармат. Керував базою генерал-лейтенант берегової служби Кабанов С.І, воєнкомом був дивізійний комісар А. Л. Раскін.
Охорону кордону по суші — 4 кілометри на півночі бази — здійснював 99-й прикордонний загін майора Губіна Олексія Дмитровича, знаходився загін біля села Лаппохья.
З фінської сторони була зведена оборонна лінія Harpaskog, до травня 1941 там нараховувалося 46 бетонних кулеметних та артилерійських бункерів, ще 141 був в процесі будівництва.
13 червня 1941 року для швидкого захоплення Ханко формується ударна група «Ханко» в складі 17-ї піхотної дивізії полковника А. Снельмана, 4-ї бригади берегової охорони, двох батальйонів шведських добровольців, прикордонної, саперної та самокатної рот, 52 батарей — 268 гармат. Загальна чисельність групи становила на 25 червня понад 18000 вояків, на 5 липня — понад 22200.

## Початок німецько-радянської війни
Перший авіаудар на базу був нанесений вночі з 22 на 23 червня, 23 червня літаки бази завдають удар у відповідь по Турку. В тому часі на підступах до бази з катерів та малих допоміжних суден виставляється понад 360 мін, до 12 серпня виставлено 3060 мін та 500 мінних захисників.
26 червня 1941 року почалися бойові дії на півострові Ханко, артилерія ударної групи провела артобстріл міста, був висаджений десант на острові Хорсен, відбитий. 29 червня всі фінські берегові батареї та артилерія цілодобово обстрілювали базу, піхота спробувала провести атаку, вогнем радянської артилерії ця спроба була припинена.
1 липня ударна група «Ханко» — 3 піхотні полки, 150 гармат, за підтримки авіації та флоту, намагалася штурмом оволодіти радянською військово-морською базою на півострові Ханко; гарнізон бази відбив всі атаки противника. Після того спроби оволодіти базою з суші припинилися, але ударна група збільшується в числі — до двох дивізій. Гарнізон Ханко обстрілювався щоденно, супротивник завдавав удари по 2000-6000 снарядів та мін на день.
Для десантних дій по відкиненню висадок на острови був створений загін добровольців з підрозділів бази під рукою капітана Граніна Б. М. В часі з 7 липня по 19 жовтня було проведено 13 радянських десантів та зайнято 19 островів- можливих форпостів атак на базу Ханко, зокрема, Берхольм, Бокхольм, Гунархольм, Хорсен.
10 липня на Ханко прибуває командувач фронту та ставить завданням відтягти на себе якомога більше фінських військ — щоб меншими силами провадився їх наступ на Карельському перешийку.
11 липня радянські моряки зайняли острів Форсен, на другий день проводили пошуки противника, що лишався на острові. 15 липня десантна група проводила розвідку з метою знищення пункту спостереження противника, незважаючи на артилерійський вогонь, завдання було виконане.
16 липня десант прикордонників за підтримки 2 катерів провів напад на фінський гарнізон острова Моргонланг, в ході бою острів зайнятий, гарнізон частково вбитий, частково полонений. 20 липня радянські десантники проводять розвідку боєм на острові Мальтшер, знищено спостережний пункт та розгромлено охоронний гарнізон. Малорезультативною була операція 26 липня по захопленню маяка на острові Бенгштер, групі ставилося завдання підірвати маяк, з якого проводилося стеження за радянськими кораблями в фарватері Фінської затоки.
На початку серпня командування Балтійського флоту звертається до наркома ВМФ з пропозицією відведення гарнізону Ханко з метою посилення оборони Таллінна, Кузнецов М. Г. визнав її неправильною. 11 серпня розвідувальна група погранзастави за підтримки танків-амфібій проводила розвідку боєм та зачистку островів Асхшер, Бьєрнхольм, Греншер, Іттерхольм, Фофенгам, Фурушер, з відносно невеликими втратами острови були заміновані.
21 серпня повторно пропонується перекинути персонал бази Ханко — та Моонзундських островів — й створити ударну групу для прориву берегом Фінської затоки до Ленінграда, ставка ВГК знову цю пропозицію відхиляє. Станом на 22 серпня авігрупа бази за підтримки авіації Балтійського флоту збила 24 ворожі літаки. Вночі на 28 серпня військові на базі спостерігали заграву пожежі над Таллінном, звідки евакуйовувалися радянські частини; база Ханко лишилася без постачання.

## Загрозливе становище після евакуації Таллінна
Після евакуації Таллінна командуючий Південно-Західним напрямом Климент Ворошилов знову піднімає питання про евакуацію гернізонів Моонзунду та Ханко, цього разу Ставка приймає відповідне рішення. Пізно ввечері начальник Генштабу Б. Шапошников за дорученням Ставки направляє директиву про евакуацію гарнізонів Сарема, Хіума та Ханко.
Але обставини під Ленінградом настільки швидко погіршувалися, що командуванню фронту та флоту в кінці серпня — на початку вересня було не до гарнізонів Моонзунду та Ханко.
В часі евакуації з Таллінна транспорт № 510 «Вахур» 29 серпня доправив на Ханко з Палдіскі 46-й окремий інженерний батальйон чисельністю 1100 чоловік, тоді ж прибув підводний човен «Лайне».
Протягом вересня — жовтня було проведено три операції по захопленні «язика» на фінській території.
Вже після початку війни на півострові були побудовані 100-мм залізнична та 85-мм берегова батареї, продовжувалося будівництво укріплень; до 1 вересня були збудовані 3-я та 4-а смуги оборони. Також було збудовано підземний госпіталь, 9 підземних ангарів, 2 підземні командні пункти. З особистого складу 94-го та 95-го інженерно-будівельних 219-го саперного батальйонів формується 219-й стрілецький полк.
1 вересня харчова норма відпуску м'яса знижується до 33 грамів на добу, масло відпускалося лише госпіталям та донорам.
5 вересня було відбито фінський десант на Гунхольм та прилеглі острови.
7 вересня наказом командуючого фронтом базі Ханко підпорядковується гарнізон острова Осмуссаар, що знаходився за 30 кілометрів.
8 вересня відбито фінський наступ в районі Согаре.

Фінський розрахунок трьохдюймової гармати під Ханко

Початком вересня була зроблена спроба доправити з Кронштадта гарнізону підводним човном 150 ящиків консерв, 200 ящиків 100-міліметрових, по 100 ящиків 76-мм та 45-мм снарядів, до 2 тон медикаментів та інших вантажів — до Гогланда йшов в супроводі двох тральників, далі самостійно. 10 вересня не повернувся підводний човен П-1, що доставляв з Кронштадту на Ханко зброю, ліки та їжу; знятий з обліку як потонулий.
12 вересня біля острова Родшер підірвався на мінному полі, виставленому фінами, і затонув радянський катер-тральщик.
13 вересня була відкинута на півострові чергова фінська атака.
З вересня-місяця Кронштадт та Ленінград потрапляють в блокадне кільце, становище гарнізону ще більше ускладнюється.
18 вересня біля Ханко на мінах підірвався і потонув фінський броненосець, на якому було 250—300 чоловік екіпажу.
Після виходу німецьких військ до гирла Фінської затоки та втрати Таллінна втрачався сенс завдання бази — прикривати вхід в те ж саме устя.
У вересні 1941 року біля Аландських островів зосереджується ескадра для упередження можливого прориву радянського флоту з Фінської затоки. Для посилення бази 29 вересня з Кронштадту було надіслано аж 3 торпедні катери зразка Д-3; ні один на базу не прибув.
9 жовтня гарнізон Ханко відбив спробу десанту на острів Хесте.

## Евакуація з Моонзунда та початок евакуації з Ханко
18 жовтня командування Балтійського флоту віддає наказ про евакуацію військових з Хіума на Ханко, операція проведена 19-22 жовтня. 18 жовтня на Ханко вдруге скорочується харчова норма — бійцю на день видавалоя 750 грамів хліба, 60 грамів цукру та 23 грами м'яса — по розрахунках такої норми споживання мало вистачити до 1 квітня 1942 року. В частинах на ходу лишали декілька автівок з нормою використання палива 5 літрів на добу. 20 жовтня частини Балтійського флоту полишили острів Хійумаа та перебазувалися на півострів Ханко — загалом 570 солдатів. Після цього у гирлі Фінської затоки залишалися тільки гарнізони Ханко та Осмуссаара.
Наприкінці жовтня через неможливість проводити постачання обложеного гарнізону приймається рішення про евакуацію з півострову Ханко. З появою льодового покриття острів переставав бути неприступним з моря. До 22 жовтня Ленінград став відрізаним від прямого постачання, існування військової бази на Ханко ставало все більш примарним. 23 жовтня Ставка ВГК приймає рішення про евакуацію Ханко та Осмуссаара.
24 жовтня з Ленінграду до Ханко відправляються 3 кораблі з паливом під охороною трьох катерів. Мінопроривач Т-203 «Патрон» опівночі біля маяка Кері підірвався, 30 членів екіпажу витягли з води на інші судна. 25 жовтня загін розвантажився на Ханко і вночі повіз на Гогланд 300 інвалідів. Перед відправкою отримують наказ лишити поранених на Ханко, а забирають 500 бійців 1-го батальйону 270-го стрілецького полку із озброєнням на Кронштадт.
Базу Ханко з фінського боку блокували броненосці «Ільмарінен» і «Вяйнемейнен» — перший потонув біля Моонзунду.
29 жовтня евакуюється каперанг П. Г. Максимов з начальником оперативного капітан-лейтенантом Наумом Ісааковичем Теуміним до Ленінграду на єдиному вцілілому МБР-2 для отримання вказівок по евакуації.
30 жовтня наказом командуючого Балтійським флотом формується 1-й загін кораблів для евакуації з Ханко. 1 листопада вирушило на Ханко 7 кораблів в супроводі 5 катерів морської охорони. Цей похід був недобре спранованим, кораблі виходили неодночасно, мали недостатню кількість палива. Біля острова Сескар торпедні катери були атаковані нацистськими винищувачами та потоплені.

## Спроби евакуації Ханко
2 листопада радянські кораблі із пошкодженнями прибули в Ханко. Фінськими батареями був проведений артилерійський обстріл, вогонь у відповідь його зупинив. Вночі загін з частиною гарнізону Ханко вирушив у зворотній рейс, на Гогланді проведено пересадку з пошкодждених кораблів. Увечері 4 листопада 4230 військових з Ханко разом з двома дивізіонами польової артилерії прибули в Ленінград.

Радянські тяжкі бомбардувальники ТБ-3 на аеродромі

Відразу після виходу першого загону починає формуватися 2-й загін кораблів для евакуації з Ханко. 4 листопада всі кораблі загону прибули на Ханко і почали погрузку. Вночі загін відійшов, взявши на борт 2100 військових. Вночі підірвався на міні «Сметлівий», загинула половина екіпажу та 230 з 560 евакуйовуваних. 6 листопада до Ленінграда прибуло 1260 евакуйовуваних.
В Кронштадті формується 3-й загін для евакуації з Ханко, командування доручається контр-адміралу М. З. Москаленку. В загоні були лідер есмінців «Ленінград», мінний загороджувач «Урал», санітарний транспорт «Андрій Жданов», есмінець «Стійкий», 5 катерів та 4 малі мисливці. 9 листопада загін вирушив в плавання. Увечері того ж дня кораблі із військовими рушили у зворотній шлях; почався сильний шторм і вони змушено зупиняються біля острова Родшер, два тральники зіштовхнулися і вийшли з ладу. 11 листопада кораблі відправляються з Гогланда, при проходженні мінного поля сильно пошкоджений лідер «Ленінград», і координація загону була втрачена. 2 кораблі та 3 катери вертаються на Гогланд, «Жданов» підірвався на міні й потонув — врятовано 75 людей.
Тим часом готувався 4-й загін на Ханко — есмінці «Суворий» та «Гордий» і 2 бистрохідні тральники — вирушили вночі з 12 листопада під рукою капітана 2-го рангу В. М. Нарикова. Ввечері 13 листопада загін рушив з Гогланда на Ханко. Вночі при проходженні мінного поля підірвався та затонув з усім екіпажем мінний тральник, вслід за ним підірвався другий тральник, загинуло 30 членів екіпажу; після цього вибухом сильно ушкодило «Гордого». «Суворий» підірвався при виході з протраленої смуги, під ранок потонув, врятувалося 230 членів екіпажу. Вранці в Ханко прийшли «Урал», один тральник і два катери. З потонулого БТЩ-206 врятовано 20 членів екіпажу, з підводного човна Л-2 — двоє людей. Підводний човен М-98 не повернувся.
Гарнізон Ханко проводив роботи по знищенню матеріальної та збройної бази, рухомого залізничного складу, для цього прокладена спеціальна залізнична гілка до берега, в море зіштовхувалися вагони, по тому паровики, згодом автомобілі. Через ранню зиму почали замерзати протоки між островами, останній літак МБР-2 перелітає до Ленінграду.
13 листопада поступає капітану 2-го рангу наказ І. Г. Святову на тихохідних кораблях та транспортах вирушити на Ханко для вивезення решти гарнізону. Через брак вугілля підготовка затяглася до 18 листопада.
19 листопада гарнізон Ханко провів «перевірку» реакції зі сторони фінів на відхід військ з бази — стрільба не велася, землянки не отоплювалися, рух по території не проводився; на ранок було потоплено шлюпку із фінами та в перестрілці вбито до 20 вояків противника. По обіді відбита атака на острів Кадермуен, втрати фінів склали до 30 бійців.
20 листопада на базу прибули тихохідні транспорти, того ж дня почалася погрузка персоналу бази. 22 листопада на мінному полі підірвався транспорт, потонуло 290 людей. Наступним підірвався і потонув транспорт «Азимут» — з ним пішов на дно весь екіпаж і 280 солдатів. Решта транспортів довезли на Гогланд 1480 евакуйовуваних. Протягом 23-28 листопада всі евакуйовані перевозилися в Ленінград.
23 листопада — 1 грудня було евакуйовано 1000 осіб гарнізону Осмуссаара.
25 листопада на Ханко ще лишалося 13100 солдатів гарнізону, до кінця листопада — близько 12000. До 25 листопада після термінового ремонту формується загін кораблів під керівництвом В. П. Дрозда, в бухті Сууркюля до загону 26 листопада приєдналися три тральщики. 27 листопада через посилення шторму загін змушений повернутися в бухту Гогланда. 29 листопада після ослаблення вітру загін вирушає на Ханко. 30 листопада загін вирушив в зворотній шлях. Того ж дня фінський загін «Р» отримує наказ атакувати конвой, до них приєдналися 2 німецькі сторожовики. В районі Юссарьо почався бій, котрий звівся до перестрілки здалеки — загні «Р» не пішов на мінні поля.

## Завершальні зусилля та трагедія зтурбоелектроходом «Йосип Сталін»
1 грудня персонал бази почав знищувати потужні батареї бази — залізничні № 9 та № 17. Однак фіни зуміли їх відновити і задіяли в боях на Карельському перешийку.

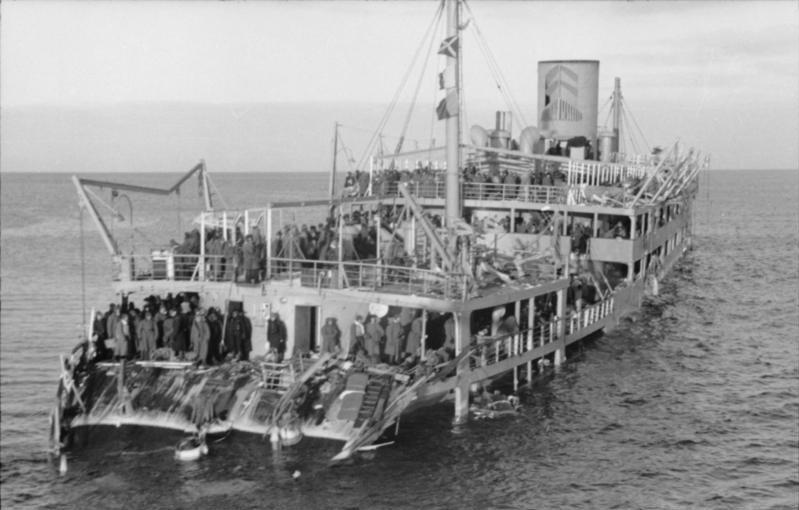
Полонені радянські військовики з турбоелектрохода «Йосип Сталін»

Вночі на 2 грудня 1941 року почалася повна евакуація гарнізону — бійці 5-го оборонного гарнізону — острови Гуннхольм, Ельмхольм, Стакерн, Хорсен — з 450 вивезено 420, ще 30 лишилося мінувати і підривати. Після серії вибухів відходять і вони. Останніми покинули базу 8 винищувачів І-16, один впав і розбився через відсутність в достатній кількості палива.
В евакуації загалом брало участь 88 кораблів Балтійського флоту, 25 з них було в часі рейдів потоплено. Було завантажено 28700 членів гарнізону Ханко, в Кронштадт, Оранієнбаум та Ленінград довезено 22800. Також було вивезено 18 танків. При відході було підірвано закладеними в них зарядами 37 міських будов — сапери бригади генерал-майора Н. П. Симоняка та підрозділи берегової оборони генерал-майора І. Н. Дмитрієва.
На турбоелектроході «Йосип Сталін», що підірвався вночі з 2 на 3 грудня, німцями було полонено 2500 евакуйовуваних радянських військових з Ханко, 760 з них було передано фінам — на Ханко створено табір для полонених. Турбоелектрохід віз 5200 людей. Тоді ж підірвався СКР «Вірсайтіс», частину врятували, 130 осіб потонуло.

## Підсумки
3 грудня фінські військові почали перебиратися на острови біля Ханко, встановлюючи національні прапори. 4 грудня військові увійшли в Ханко, першими прибули шведськів добровольці-велосипедисти. Капітан велосипедної роти Графстрем підняв над зруйнованою ратушею державний прапор Фінляндії — адютант третього прикордонного загону Карл Ове Берглунд — в подальшому його вибрали міським головою Ханко.
27 грудня з Гогланда до Ленінграда прийшли останні кораблі, що брали участь в евакуації з Ханко.
Загалом в часі боїв за Ханко збито понад 40 літаків супротивника та потоплено близько 30 військових кораблів.
По фінських даних до жовтня 1942 року було знешкоджено понад 15000 протипіхотних, більше 13000 протитанкових та 5000 стволових мін і 1600 ящиків з вибухівкою — загалом знешкоджено 105 тон вибухівки.
1947 року встановлено пам'ятник радянським воїнам-оборонцям військової бази.